# كارلو ماريني
كارلو ماريني هو لاعب كرة قدم كندي في مركز حراسة المرمى، ولد في 11 مايو 1972. شارك مع منتخب كندا تحت 20 سنة لكرة القدم ومنتخب كندا لكرة القدم.

## وصلات خارجية
- كارلو ماريني على موقع ناشيونال فوتبول تيمز (الإنجليزية)